# Joseph Rosenstock
Joseph Rosenstock (Cracovia, 27 gennaio 1895 – New York, 17 ottobre 1985) è stato un direttore d'orchestra operistico statunitense.

## Carriera

### Primi anni
Ha lavorato al Teatro di Stato di Darmstadt, dove, il 12 aprile 1923, ha diretto Hagith di Karol Szymanowski, e all'Hessisches Staatstheater Wiesbaden di Wiesbaden, dove, il 6 maggio 1928, ha diretto la prima di tre brevi opere di Ernst Křenek: Der Diktator, Das geheime Königreich e Schwergewicht, oder Die Ehre der Nation, nell'ambito del festival Internationale Maifestspiele Wiesbaden. Nel 1928 fu chiamato al Metropolitan Opera House di New York per sostituire Artur Bodanzky. Tuttavia le recensioni della critica furono così negative che egli stesso si dimise dopo solo sei rappresentazioni e Bodanzky fu richiamato.

### Unione culturale ebraica, 1933-1936
Tornato in Germania, lavorò a Mannheim e, dal 1933 al 1936, come direttore del Berlino Jüdischer Kulturbund, dirigendo in particolare la prima tedesca (tutta ebraica) del Nabucco di Verdi il 4 aprile 1935.

### Tokyo, 1936–1946
Rosenstock lasciò Berlino nel 1936 e si trasferì in Giappone per dirigere la Japan Philharmonic Orchestra, fondata nel 1926 e diventata NHK Symphony Orchestra nel 1951. Rimase a Tokyo fino al 1946 e, durante quel periodo, insegnò a Hideo Saito, direttore d'orchestra, educatore e cofondatore della Toho Gakuen School of Music, Masashi Ueda, direttore dell'Orchestra Sinfonica di Tokyo, che fece conoscere al pubblico la musica contemporanea russa, americana e giapponese, e Roh Ogura come dirigere le sinfonie di Beethoven.

### New York, 1948–1969
Nel 1948 Rosenstock tornò a New York per lavorare come direttore d'orchestra con la New York City Opera (NYCO), debuttando con Le nozze di Figaro. Nel 1951 diresse in particolare le prime mondiali di The Dybbuk di David Tamkin.
Nel gennaio 1952 Rosenstock succedette a Laszlo Halász come direttore generale della NYCO. Ricoprì tale carica per quattro stagioni, continuando l'innovativa programmazione di Halász, che mescolava un repertorio insolito con opere classiche. Diresse la prima mondiale di The Tender Land di Aaron Copland, la prima newyorkese di Troilus and Cressida di William Walton e le prime statunitensi di The Trial di Gottfried von Einem e Il castello di Barbablù di Béla Bartók. Rosenstock è stato anche il primo direttore della NYCO a includere il teatro musicale nel repertorio della compagnia con una produzione del 1954 di Show Boat di Jerome Kern e Oscar Hammerstein II. Questa decisione fu ridicolizzata dalla stampa, ma Rosenstock si sentì giustificato dal fatto che la produzione andò in scena davanti a un teatro gremito. Nel frattempo, la produzione dell'opera Don Pasquale di Donizetti in quella stagione vendette solo il 35% dei biglietti.
Rosenstock tornò al Met il 31 gennaio 1961 per dirigere Tristano e Isotta e divenne membro regolare dello staff direttivo del Met fino alla sua ultima esibizione alla direzione di I maestri cantori di Norimberga il 13 febbraio 1969. Durante quegli otto anni, diresse 248 spettacoli al Metropolitan Opera, tra cui numerose trasmissioni radiofoniche del Metropolitan Opera.